# Callistium
Callistium is een geslacht van vlinders uit de familie van de prachtvlinders (Riodinidae), onderfamilie Riodininae.
Callistium werd in 1911 voor het eerst wetenschappelijk beschreven door Stichel.

## Soorten
Callistium omvat de volgende soorten:
- Callistium cleadas (Hewitson, 1866)
- Callistium maculosa (Bates, H, 1868)